# Синджар (горы)
Синджа́р (араб. جبل سنجار‎; курд. چیای شه‌نگال/شه‌نگار, Шенгар/Шенгаль) — горный хребет антиклинального происхождения на северо-западе Ирака и северо-востоке Сирии. В настоящее время территория входит в состав Иракского Курдистана.
В горах обитают в основном езиды, который считают данный массив священным. По их верованиям, именно здесь Ноев ковчег впервые пристал после потопа. Местность также известна как археологический памятник эпохи раннего керамического неолита.

## Топографические карты
- Лист карты J-37-XXXVI. Масштаб: 1 : 200 000. Указать дату выпуска/состояния местности.